# Shigeru Ishiba
Shigeru Ishiba (în japoneză 石破 茂; n. 4 februarie 1957, Chiyoda, Tokyo, Japonia) este un politician japonez care ocupă funcția de prim-ministru al Japoniei și de președinte al Partidului Liberal Democrat (LDP) din 2024. Este membru al Camerei Reprezentanților din 1986 și a deținut funcțiile de ministru al apărării între 2007 și 2008, ministru al agriculturii, silviculturii și pescuitului între 2008 și 2009, precum și pe cea de secretar general al LDP între 2012 și 2014.
Ishiba provine dintr-o familie cu tradiție politică: tatăl său, Jirō Ishiba, a fost guvernator al prefecturii Tottori între 1958 și 1974, înainte de a deveni ministru al afacerilor interne. După absolvirea Universității Keiō, Ishiba a lucrat într-o bancă, iar ulterior a intrat în politică după moartea tatălui său. A fost ales în Camera Reprezentanților la alegerile generale din 1986, ca membru al LDP, la vârsta de 29 de ani. În Dietă, s-a specializat în politici agricole și de apărare. A deținut funcția de viceministru parlamentar al agriculturii în timpul mandatului premierului Kiichi Miyazawa⁠(d), însă a părăsit LDP în 1993 pentru a se alătura Partidului pentru Reînnoirea Japoniei. După o serie de tranziții prin alte formațiuni politice, s-a întors în LDP în 1997, deținând ulterior mai multe funcții importante, inclusiv cea de director general al Agenției de Apărare în timpul mandatului lui Junichiro Koizumi, ministru al apărării sub conducerea lui Yasuo Fukuda și ministru al agriculturii, silviculturii și pescuitului sub guvernul condus de Taro Aso.
Ishiba a devenit o figură centrală în cadrul Partidului Liberal Democrat (LDP), candidând de mai multe ori pentru conducerea partidului. Prima sa candidatură a avut loc în 2008, când s-a clasat pe locul al cincilea, apoi a candidat în alegerile interne din 2012 și 2018, unde l-a înfruntat pe Shinzō Abe. Deși a criticat deseori facționalismul din interiorul LDP, și-a format propria facțiune politică, Suigetsukai, în 2015, cu scopul declarat de a accede la conducerea partidului. După a doua demisie a lui Abe, Ishiba a candidat din nou în 2020, dar s-a clasat pe locul al treilea, în urma lui Yoshihide Suga. În 2021 a refuzat să candideze și l-a susținut pe Taro Kono⁠(d), însă alegerile au fost câștigate de Fumio Kishida. După ce Kishida a anunțat că va demisiona, Ishiba s-a lansat pentru a cincea oară în cursa pentru conducerea partidului, iar în alegerile interne din 2024 l-a învins pe Sanae Takaichi în turul al doilea, devenind astfel noul lider al LDP și prim-ministru desemnat. A fost ales oficial în funcția de prim-ministru de către Dieta Națională la 1 octombrie 2024.
În calitate de prim-ministru, Ishiba a anunțat aproape imediat organizarea unor alegeri generale anticipate, în urma cărora coaliția guvernamentală condusă de LDP a pierdut majoritatea parlamentară pentru prima dată din 2009, suferind al doilea cel mai slab rezultat din istoria partidului. În Dieta Națională, Ishiba a fost nevoit să colaboreze cu partidele de opoziție pentru a putea adopta legislația, din cauza statutului de guvern minoritar al coaliției sale. După alegerile pentru Camera Consilierilor din 2025, coaliția guvernamentală și-a pierdut majoritatea și în camera superioară a parlamentului.
În ceea ce privește politica externă, Ishiba a orientat Japonia mai aproape economic de China și Coreea de Sud, în contextul adoptării unor politici protecționiste de către Statele Unite, continuând în același timp sprijinul acordat Ucrainei în contextul invaziei ruse declanșate în 2022.
Ishiba și-a construit o reputație de politician independent și nonconformist, prin disponibilitatea de a critica propriul partid și prin pozițiile sale relativ liberale în chestiuni sociale; a sprijinit o moțiune de cenzură împotriva cabinetului Kiichi Miyazawa⁠(d) în 1993 și l-a criticat frecvent pe Abe în timpul celui de-al doilea mandat al acestuia, deși a făcut parte din guvernele ambilor premieri. Cu toate acestea, în timpul mandatului său de prim-ministru, Ishiba a fost criticat pentru reticența sa în a adopta reforme substanțiale.

## Biografie
Shigeru Ishiba s-a născut la 4 februarie 1957, în cartierul Chiyoda din Tōkyō, în timp ce domiciliul legal al familiei era în localitatea natală a tatălui său, situată în districtul Yazu din prefectura Tottori. Tatăl său, Jirō Ishiba, era funcționar guvernamental și ocupa la acea vreme funcția de viceministru al construcțiilor. Mama sa era profesoară și nepoată a pastorului creștin Kanamori Michitomo. În 1958, Jirō Ishiba a fost ales guvernator al prefecturii Tottori, iar familia s-a mutat în această prefectură; Ishiba a declarat că nu are amintiri legate de viața în Tokyo. Jirō Ishiba a rămas în funcția de guvernator până în 1974, fiind ulterior ales membru al Camerei Consilierilor și numit ministru al afacerilor interne în cabinetul condus de Zenkō Suzuki.
Shigeru Ishiba a copilărit și a urmat școala în prefectura Tottori. După absolvirea Gimnaziului Universității Tottori, s-a mutat pentru a urma cursurile liceului Keio, continuând apoi studiile de drept la Universitatea Keiō din Tokyo. După absolvirea facultății în 1979, a început să lucreze la banca Mitsui. Tatăl său a murit în 1981. Fostul prim-ministru Kakuei Tanaka, un prieten apropiat al tatălui său, a fost președintele comitetului de organizare a funeraliilor. Tanaka l-a încurajat pe Ishiba să intre în politică, pentru a continua moștenirea lăsată de tatăl său.

## Cariera politică timpurie (1986–2024)
Ishiba a părăsit banca în 1983 și a început să lucreze în secretariatul Thursday Club, facțiunea condusă de Kakuei Tanaka din cadrul Partidului Liberal Democrat (LDP). La alegerile generale japoneze din 1986, Ishiba a candidat din partea LDP în districtul general Tottori și a fost ales în Camera Reprezentanților. La vârsta de 29 de ani, era cel mai tânăr membru al Camerei la acel moment.
În primii ani de mandat, Ishiba s-a specializat în politici agricole, însă Războiul din Golf din 1990 și o vizită în Coreea de Nord în 1992 i-au trezit interesul pentru politica de apărare. A ocupat funcția de viceministru parlamentar al agriculturii în cabinetul Kiichi Miyazawa⁠(d), dar în 1993 a părăsit LDP pentru a se alătura Partidului pentru Reînnoirea Japoniei (Japan Renewal Party). După ce acest partid s-a unit cu alte formațiuni, Ishiba a devenit membru al Partidului Noii Frontiere (New Frontier Party), însă s-a arătat deziluzionat de conflictele constante dintre facțiunile pro și anti-Ozawa și a demisionat în 1996. A revenit în LDP în anul următor.

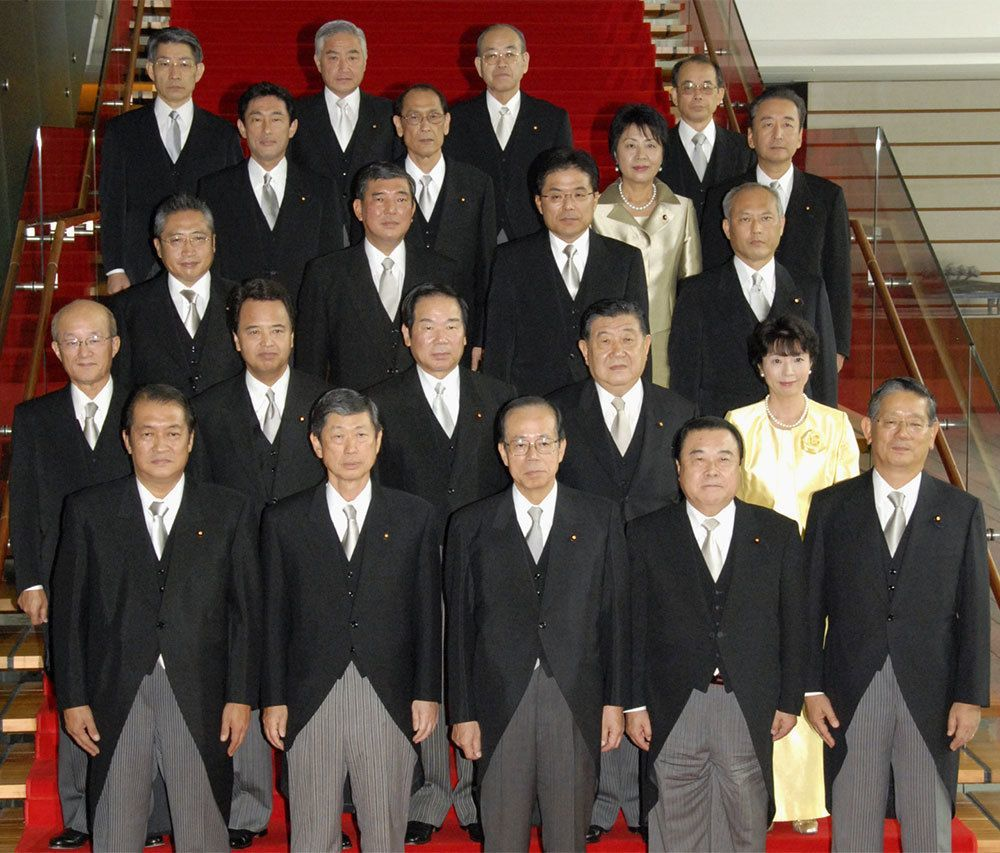
Ishiba, rândul al treilea, al doilea din stânga, alături de ceilalți membri ai cabinetului Yasuo Fukuda, 26 septembrie 2007.

În iulie 2000, Ishiba a fost numit din nou viceministru parlamentar al agriculturii în cabinetul Mori, dar în decembrie a fost transferat în funcția de director general adjunct al Agenției pentru Apărare. A fost înlocuit din funcție odată cu formarea cabinetului Koizumi. La remanierea guvernamentală din septembrie 2002, premierul Koizumi l-a numit pe Ishiba director general al Agenției pentru Apărare, acesta intrând astfel pentru prima dată în componența executivului. Ishiba a deținut această funcție în perioada invaziei Irakului din 2003, condusă de o coaliție internațională sub conducere americană. A susținut legalitatea intervenției și a deschis calea pentru prima desfășurare externă a Forțelor de Autoapărare ale Japoniei fără mandat ONU, trimițând trupe în Irak în ianuarie 2004 pentru misiuni de reconstrucție. A părăsit guvernul în septembrie 2004.
Pe 26 septembrie 2007, Ishiba a fost numit ministru al Apărării în cabinetul prim-ministrului Yasuo Fukuda, funcție pe care a ocupat-o până la 1 august 2008. Ishiba a fost al doilea membru al cabinetului Fukuda care și-a exprimat credința în existența OZN-urilor, după Nobutaka Machimura⁠(d). Întrebat cum ar răspunde Japonia la apariția unui OZN, Ishiba a declarat că ar fi „dificil” de stabilit dacă un astfel de incident ar constitui o încălcare a spațiului aerian, deoarece un OZN nu este, din punct de vedere tehnic, o aeronavă provenind dintr-o țară străină. În aceeași intervenție, a glumit spunând că ar mobiliza Forțele de autoapărare ale Japoniei în cazul apariției lui Godzilla.

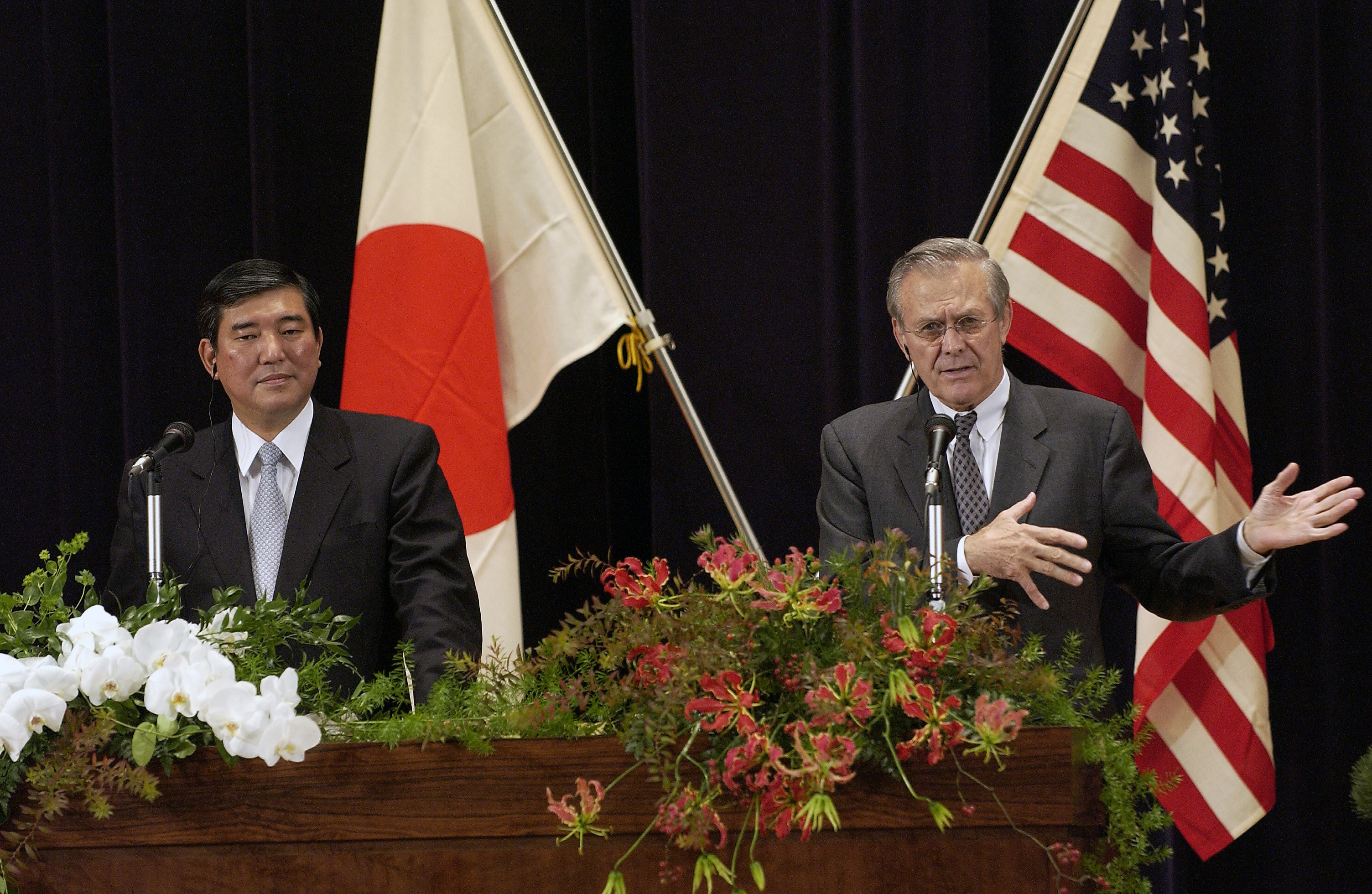
Ishiba și secretarul american al Apărării, Donald Rumsfeld, la Tokyo, 15 noiembrie 2003.

După demisia lui Fukuda, Ishiba a candidat pentru președinția LDP. La alegerile interne din 22 septembrie 2008, Taro Aso a câștigat cu 351 din cele 527 de voturi; Ishiba s-a clasat pe ultimul loc, al cincilea, cu 25 de voturi. În cabinetul Asō, numit pe 24 septembrie 2008, Ishiba a fost numit ministru al Agriculturii, Silviculturii și Pescuitului. După înfrângerea LDP în alegerile pentru Adunarea Metropolitană Tokyo din 2009, Ishiba a cerut demisia lui Asō. Deși partidul a suferit o înfrângere severă în alegerile pentru Camera Reprezentanților din 2009, Ishiba și-a păstrat mandatul. După alegerea lui Sadakazu Tanigaki⁠(d) ca nou președinte al LDP, Ishiba a fost numit președinte al Consiliului de Cercetare Politică, una dintre cele mai înalte funcții din partid, dar a fost înlocuit în septembrie 2011 în cadrul unei remanieri a conducerii partidului.
În septembrie 2012, cât timp LDP se afla încă în opoziție, Ishiba a candidat din nou la președinția partidului, fiind învins la limită de fostul prim-ministru Shinzō Abe. A acceptat apoi funcția de secretar general pe 27 septembrie 2012. A fost reconfirmat în funcție în decembrie 2012, când LDP a revenit la guvernare după victoria în alegerile generale. În noiembrie 2013, Ishiba a fost intens criticat pentru o declarație în care compara protestele pașnice împotriva unui proiect de lege privind secretul de stat cu „acte de terorism”; ulterior, și-a retras afirmația.

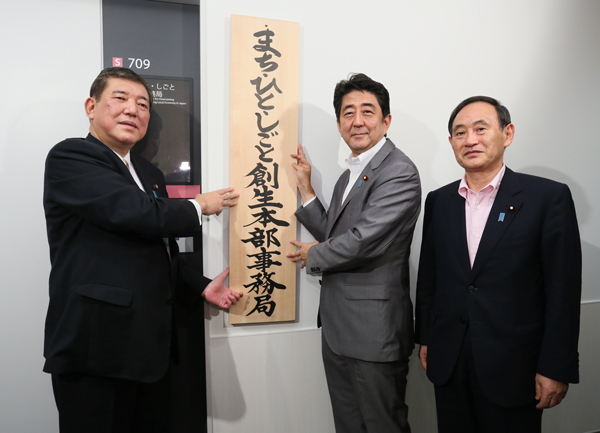
Ishiba împreună cu prim-ministrul japonez Shinzō Abe și Yoshihide Suga, septembrie 2014.

În remanierea guvernamentală din septembrie 2014, Abe l-a mutat pe Ishiba din funcția de secretar general al LDP și l-a numit într-un nou post creat: ministru pentru combaterea declinului demografic și revitalizarea economiei locale. Presa japoneză a relatat că Ishiba refuzase o ofertă de a prelua portofoliul privind noile legi de securitate. Deși anterior criticase facționalismul din cadrul LDP, Ishiba și-a lansat propria facțiune, Suigetsukai, pe 28 septembrie 2015, cu scopul declarat de a-l succeda pe Abe în funcția de prim-ministru. Cu 19 membri (excluzându-l pe Ishiba), facțiunea era cu un membru sub pragul necesar de 20 de voturi pentru a putea nominaliza un candidat la conducerea LDP.
Ishiba a părăsit guvernul în remanierea din aprilie 2016, refuzând funcția de ministru al Agriculturii. În 2018, l-a provocat din nou pe Abe în alegerile pentru președinția LDP, dar a fost din nou învins. După demisia lui Abe în 2020, Ishiba a candidat din nou pentru conducerea partidului, clasându-se pe locul al treilea, în urma lui Yoshihide Suga. În 2021, Ishiba a refuzat să candideze și l-a susținut pe Taro Kono⁠(d).

## Mandatul de prim-ministru (2024–prezent)

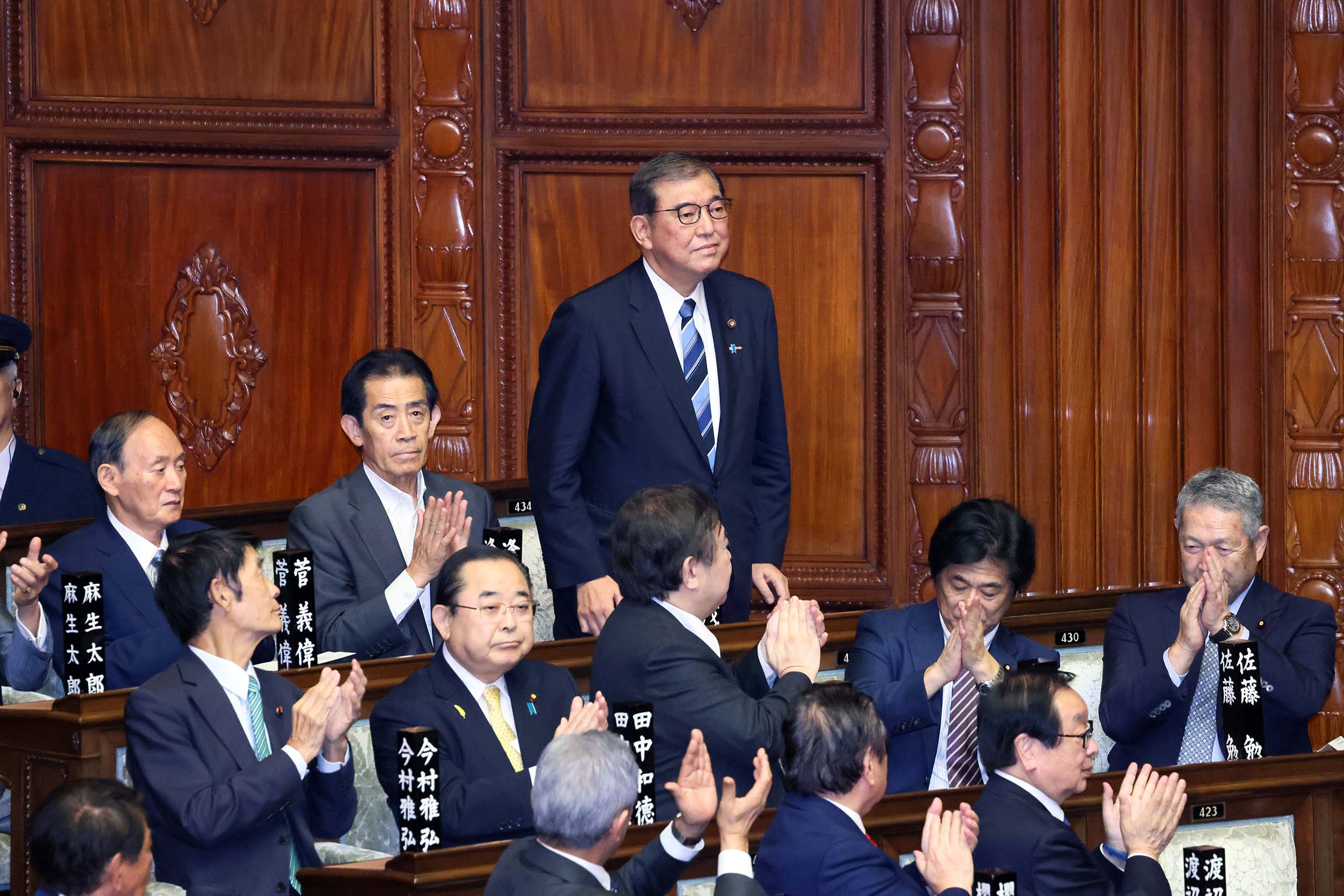
Ishiba este ales în funcția de prim-ministru de către Dietă la 1 octombrie 2024.

Liderul PLD și prim-ministru la acea dată, Fumio Kishida, a anunțat la 14 august 2024 că nu va candida pentru un nou mandat în alegerile interne ale partidului din septembrie, echivalentul unei demisii din funcția de prim-ministru, pe fondul unui nivel record de scăzut al aprobării publice, generat de un scandal legat de fonduri nedeclarate și de controversele anterioare privind legăturile PLD cu Biserica Unificării. Ishiba, alături de Sanae Takaichi și Shinjirō Koizumi, a fost unul dintre principalii candidați pentru a-l succeda. În alegerile din 27 septembrie 2024, Ishiba a învins-o la limită pe Takaichi în turul al doilea, obținând un total de 215 voturi (52,57%) din partea a 189 de parlamentari și a 26 de filiale prefecturale, devenind noul lider al PLD și prim-ministru desemnat; alegerile au fost denumite de presa internațională „Ishibamania”. Victoria lui Ishiba a fost descrisă de analiști ca fiind neașteptată și surprinzătoare, având în vedere istoricul său de candidaturi eșuate și popularitatea redusă în rândul multor membri ai PLD din Dieta Națională. După alegerea sa, piața bursieră japoneză a înregistrat o scădere bruscă ca reacție la politicile sale economice, fenomen numit de presă „Șocul Ishiba”.
La trei zile după alegerile interne din PLD, noii oficiali ai partidului sub conducerea lui Ishiba au fost investiți. Ishiba l-a numit pe fostul prim-ministru Yoshihide Suga în funcția de vicepreședinte al partidului, în timp ce vicepreședintele în exercițiu, Tarō Asō, a fost desemnat consilier principal, iar Hiroshi Moriyama a fost numit secretar general. Shun’ichi Suzuki a fost numit președinte al Consiliului General după ce Takaichi a refuzat funcția. Itsunori Onodera a devenit președinte al Consiliului pentru Cercetare Politică, iar Shinjiro Koizumi a fost numit președinte al Comitetului pentru Strategie Electorală. Aceste numiri au fost percepute ca o reafirmare a stabilității în interiorul partidului.

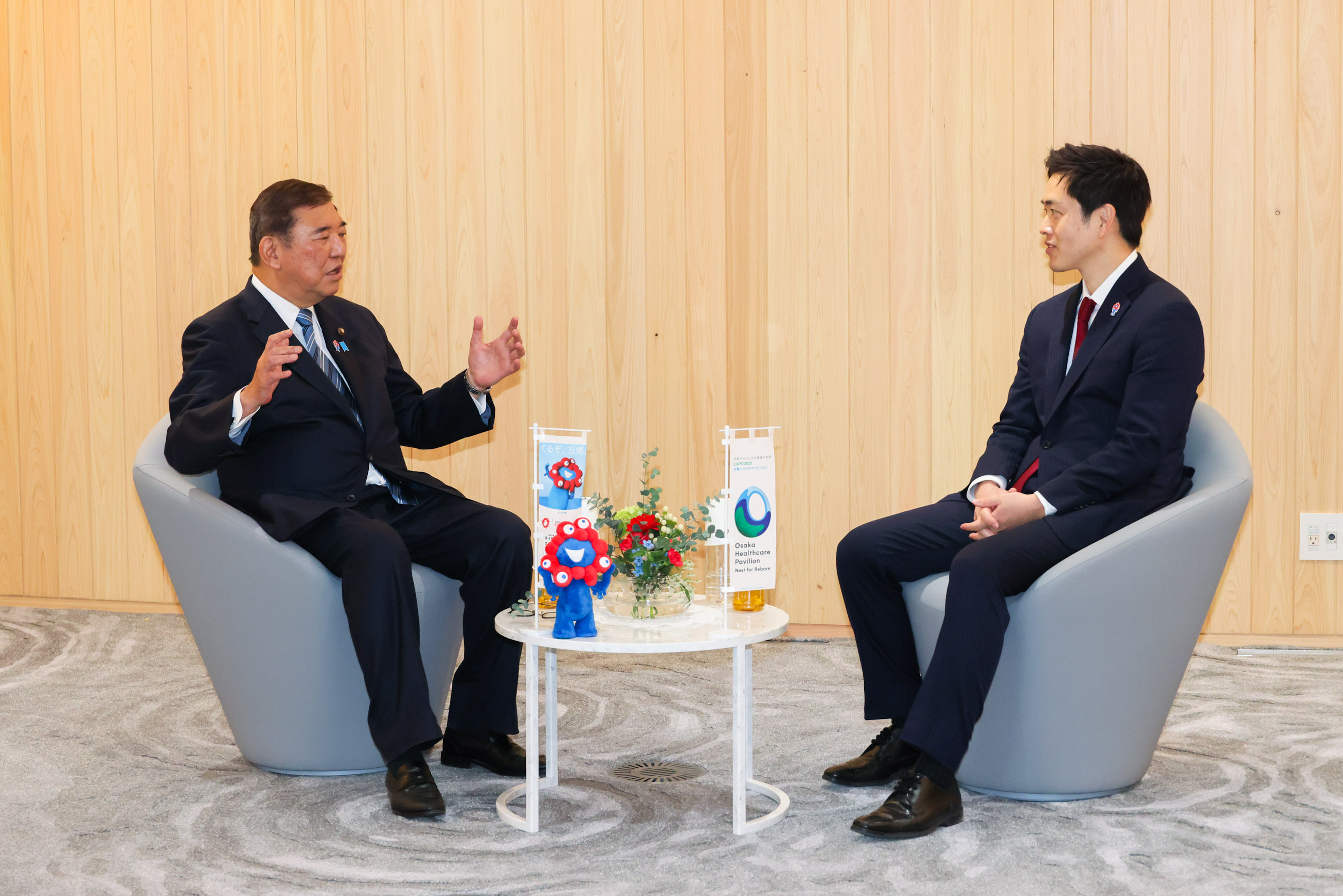
Ishiba alături de guvernatorul din Osaka, Hirofumi Yoshimura, în ianuarie 2025

La 30 septembrie, Ishiba și-a anunțat intenția de a dizolva Camera Reprezentanților pe 9 octombrie și de a convoca alegeri anticipate pentru 27 octombrie 2024. Această decizie, anunțată înainte de a fi confirmat oficial ca prim-ministru de Dietă, a fost criticată de partidele de opoziție pe motiv că nu a permis organizarea unei dezbateri în comisia de buget înainte de dizolvarea Camerei. În ciuda acestei opoziții, Camera Inferioară a votat în favoarea închiderii sesiunii extraordinare a Dietei la 9 octombrie.
Ishiba a fost ales de Dieta Națională și numit oficial prim-ministru de către împăratul Naruhito la Palatul Imperial din Tokyo, la 1 octombrie 2024, devenind al douăzeci și cincilea prim-ministru provenit din Partidul Liberal Democrat. Înainte de alegerile anticipate din 27 octombrie 2024, Ishiba a anunțat o serie de numiri cheie. Cabinetul său a inclus și rivali din cursa pentru conducerea partidului, deși excluderea lui Sanae Takaichi a provocat tensiuni interne. Unificarea partidului de guvernământ, puternic divizat în urma alegerilor interne, a devenit o prioritate pentru Ishiba.
În primul său discurs de politică generală, rostit la 4 octombrie, Ishiba a indicat drept preocupări majore rata scăzută a natalității din Japonia și situația de securitate regională, descriind prima drept o „urgență tăcută”, iar pe cea de-a doua drept „cea mai gravă de la sfârșitul celui de-al Doilea Război Mondial”. De asemenea, a promis că va continua eforturile pentru a scoate economia japoneză din deflație și a pledat pentru stabilizarea succesiunii în cadrul Casei Imperiale a Japoniei, în contextul lipsei de moștenitori de sex masculin la tron. Totodată, și-a exprimat regretul cu privire la scandalul fondurilor nedeclarate din perioada 2023–2024.

### Alegerile generale din 2024 și al doilea cabinet
La 9 octombrie, Ishiba a dizolvat Camera Reprezentanților în vederea organizării alegerilor generale programate pentru 27 octombrie. În aceeași zi, PLD a decis să retragă susținerea oficială acordată unui număr de 12 politicieni implicați în scandalul fondurilor nedeclarate și a anunțat că aceștia nu vor putea fi aleși prin votul pe listă proporțională în cazul în care își pierd mandatele în circumscripțiile uninominale. Ishiba a indicat că partidul își va relua sprijinul pentru acești politicieni în cazul în care vor obține realegerea. Alți politicieni sancționați de partid în legătură cu același scandal nu vor avea, de asemenea, acces la candidatură prin lista proporțională a PLD. În ciuda acestor măsuri, PLD a suferit cea mai gravă înfrângere electorală de la scrutinul din 2009, pierzând 68 de mandate și, implicit, majoritatea în Dietă. A doua zi, Ishiba și-a exprimat intenția de a rămâne în funcția de prim-ministru, în pofida rezultatelor alegerilor. Analiștii au remarcat că decizia sa de a convoca alegeri anticipate i-ar putea periclita poziția de lider, într-un context marcat de inflație în creștere și de scandaluri de finanțare care amenință majoritatea PLD, stimulând posibilitatea unor alianțe cu partide mai mici pe fondul preocupărilor economice tot mai accentuate.
La 11 noiembrie, Ishiba a fost reales în funcția de prim-ministru, conducând un guvern minoritar, în cadrul unei sesiuni a Dietei, după ce a obținut un total de 221 de voturi în cele două tururi de scrutin, învingându-l pe Yoshihiko Noda, reprezentant al Partidului Democrat Constituțional din Japonia, care a obținut doar 160 de voturi, în urma unui al doilea tur decisiv. Cu câteva ore înainte de întrunirea Dietei, primul cabinet condus de Ishiba și-a prezentat demisia, fapt care l-a determinat să inițieze formarea unui al doilea cabinet. Totuși, s-a convenit ca majoritatea membrilor cabinetului să rămână neschimbați. Realegerea lui Ishiba a marcat, de asemenea, prima ocazie din ultimii 30 de ani în care un prim-ministru japonez a avut nevoie de un al doilea tur de scrutin pentru a fi confirmat în funcție.

### Politică internă
În cadrul ceremoniei de deschidere a celei de-a 217-a sesiuni ordinare a Dietei, guvernul condus de Ishiba a prezentat un proiect de buget pentru noul exercițiu fiscal 2025, cu un cont general care depășește 115 trilioane de yeni – cel mai mare din istoria Japoniei. Dimensiunea fără precedent a bugetului a fost atribuită cheltuielilor pentru securitatea socială, generate de îmbătrânirea populației, și consolidării capacităților de apărare, demarate sub administrația precedentă, condusă de Kishida. La 24 ianuarie, Ishiba a rostit un discurs de politică generală, afirmându-și idealul unei „Japonii vesele”, în care fiecare cetățean „se simte în siguranță și în confort, iar oamenii cu valori diverse se respectă reciproc și aspiră la autorealizare.” De asemenea, a declarat că va acorda prioritate revitalizării regionale, reducerii disparității salariale dintre femei și bărbați, precum și digitalizării, alături de alte domenii de interes.
În februarie 2025, Ishiba a colaborat cu opoziția reprezentată de Partidul Inovației din Japonia pentru adoptarea bugetului aferent exercițiului fiscal 2025. Bugetul a inclus prevederi privind gratuitatea învățământului liceal și reducerea contribuțiilor la asigurările sociale. Acordul a fost semnat de PLD, Komeito și Ishin la 26 februarie.

#### Probleme sociale
Guvernul Ishiba a anunțat în ianuarie 2025 că partenerii de același sex vor fi supuși acelorași reglementări ca și căsătoriile consensuale, în cadrul a 24 de legi, inclusiv una care prevede acordarea de despăgubiri familiilor victimelor infracțiunilor. De asemenea, în cadrul PLD au început discuții privind posibilitatea unei legislații care să permită soților să își păstreze numele de familie separat după căsătorie, sub conducerea lui Ishiba ca președinte al partidului. Fosta sa rivală, Sanae Takaichi, l-a îndemnat să abordeze subiectul cu „prudență” în cadrul dezbaterilor interne ale partidului. Ishiba a rămas ezitant în privința introducerii unei legi care să permită căsătoria între persoane de același sex.

### Politică externă
Ishiba a fost ales în funcția de prim-ministru în ultimele luni ale mandatului președintelui american Joe Biden, întâlnindu-se cu acesta la summitul APEC din Peru, în noiembrie 2024, alături de președintele sud-coreean Yoon Suk-yeol. Ulterior, în ianuarie 2025, a avut o reuniune virtuală cu Biden și cu președintele filipinez Ferdinand Marcos Jr., în cadrul căreia cei trei lideri au convenit asupra consolidării relațiilor și cooperării bilaterale și trilaterale. După victoria lui Donald Trump în alegerile prezidențiale din 2024, Ishiba l-a felicitat public, exprimându-și dorința de a avea o întâlnire cu acesta în calitate de președinte ales. Spre deosebire de regretatul său rival, Shinzō Abe, Ishiba nu a reușit să se întâlnească cu Trump în perioada de tranziție. După învestirea lui Trump, Ishiba i-a transmis o scrisoare de felicitare, subliniind importanța menținerii unei regiuni indo-pacifice libere și deschise. Până în luna februarie a fost stabilită o întâlnire între cei doi; Ishiba a declarat că intenționează să-i explice lui Trump nivelul ridicat al investițiilor japoneze în Statele Unite și contribuția acestora la crearea de locuri de muncă, reflectând o strategie similară celei utilizate de Abe în relațiile cu Trump pe durata mandatului său de prim-ministru. Ishiba a cerut sfatul văduvei lui Abe, Akie Abe, precum și al fostului prim-ministru Fumio Kishida înainte de întâlnire. A afirmat că dorește să construiască o „relație personală” cu Trump. Cu toate acestea, revista National Review și The Economist i-au descris pe Ishiba și Trump drept un „cuplu improbabil” („odd couple”).

#### Statele Unite

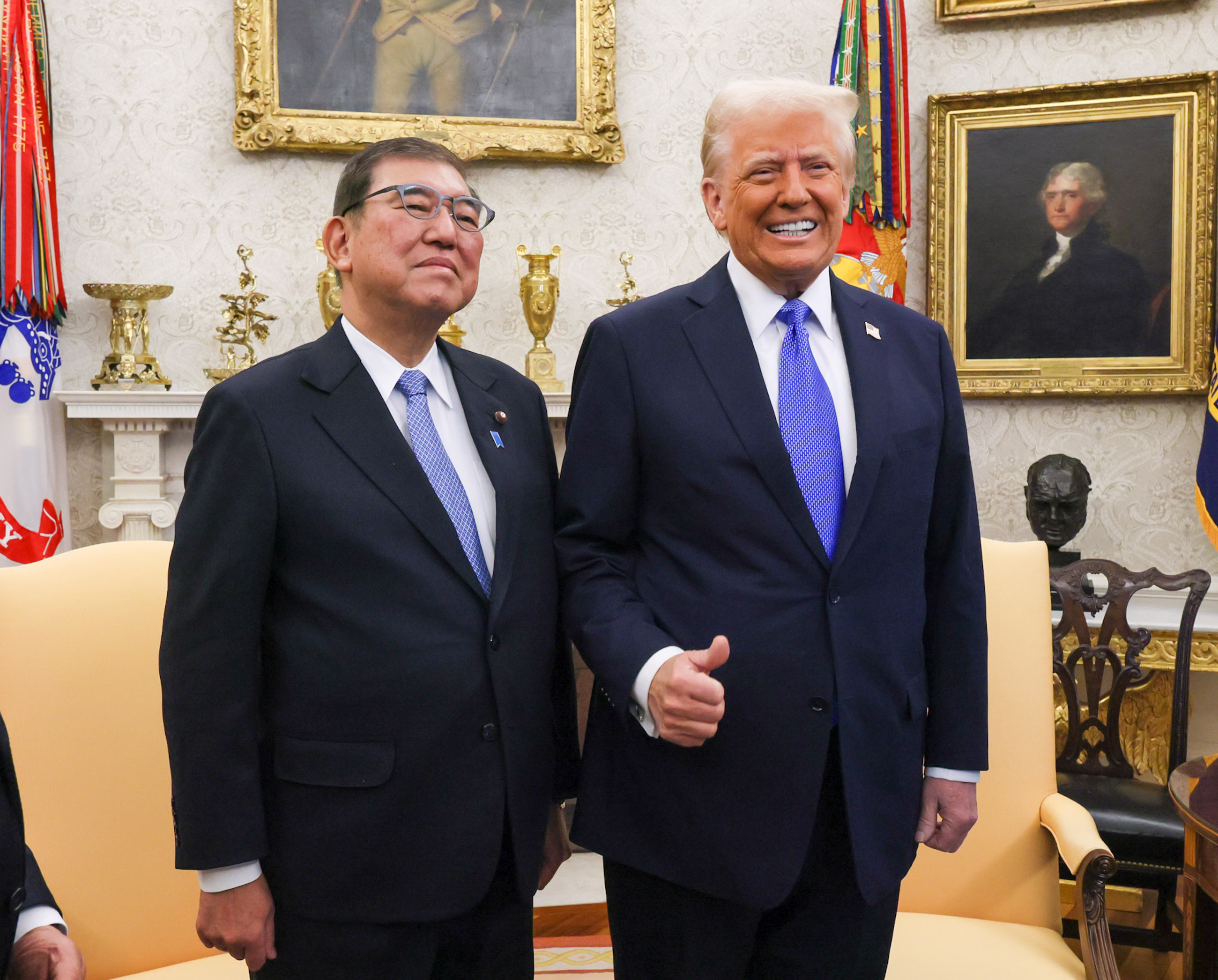
Ishiba se întâlnește cu Donald Trump în Biroul Oval, 7 februarie 2025

Ishiba a sosit la Washington D.C. în data de 6 februarie, însoțit de traducătorul Sunao Takao, care anterior îl asistase pe Shinzo Abe în comunicarea cu Donald Trump în perioada mandatului său de prim-ministru. Takao a fost descris ca un „activ important” pentru Ishiba, fiind considerat „probabil unul dintre puținii japonezi pe care Trump și-i mai amintește”. Ishiba s-a întâlnit cu Trump în ziua următoare la Casa Albă, unde cei doi au avut o întrevedere urmată de o conferință de presă comună. În cadrul întâlnirii, Ishiba l-a elogiat pe Trump, caracterizându-l drept „foarte sincer”. De asemenea, a făcut referire la tentativa de asasinat asupra lui Trump, petrecută în iulie 2024, și a trasat paralele între politicile lor de revitalizare regională.
În fața presei, Trump a confirmat că Nippon Steel va investi în US Steel, fără a achiziționa însă compania. De asemenea, și-a exprimat dorința de a „elimina” deficitul comercial de 68 de miliarde de dolari al Statelor Unite față de Japonia, afirmând că nu anticipează „nicio problemă” în relația bilaterală. Totuși, Trump nu a exclus posibilitatea impunerii de tarife vamale asupra Japoniei, deși a precizat că acest scenariu este puțin probabil.
În cadrul conferinței de presă, Ishiba a anunțat că Japonia își va majora investițiile în Statele Unite până la 1 miliard de dolari, menționând că Toyota Motors și Isuzu Motors intenționează să construiască noi fabrici pe teritoriul american. În ceea ce privește securitatea, Trump a declarat că Statele Unite vor continua să ofere asistență militară Japoniei și a salutat eforturile acesteia de creștere a cheltuielilor pentru apărare. Cei doi lideri au convenit, de asemenea, asupra unei cooperări în direcția contracarării puterii economice a Chinei și reducerii amenințării reprezentate de programul nuclear al Coreei de Nord. Trump și Ishiba au afirmat că urmăresc instaurarea unei „noi epoci de aur” în relațiile americano-japoneze.
Ulterior, la 2 aprilie 2025, Trump a anunțat impunerea unor tarife reciproce de 24% asupra tuturor bunurilor japoneze. Ishiba a declarat că aceste tarife sunt „dificil de înțeles”, având în vedere nivelul investițiilor economice ale Japoniei în Statele Unite și statutul său de unul dintre cei mai importanți parteneri comerciali ai Americii.

#### China, Coreea de Sud și reacția la tarifele vamale

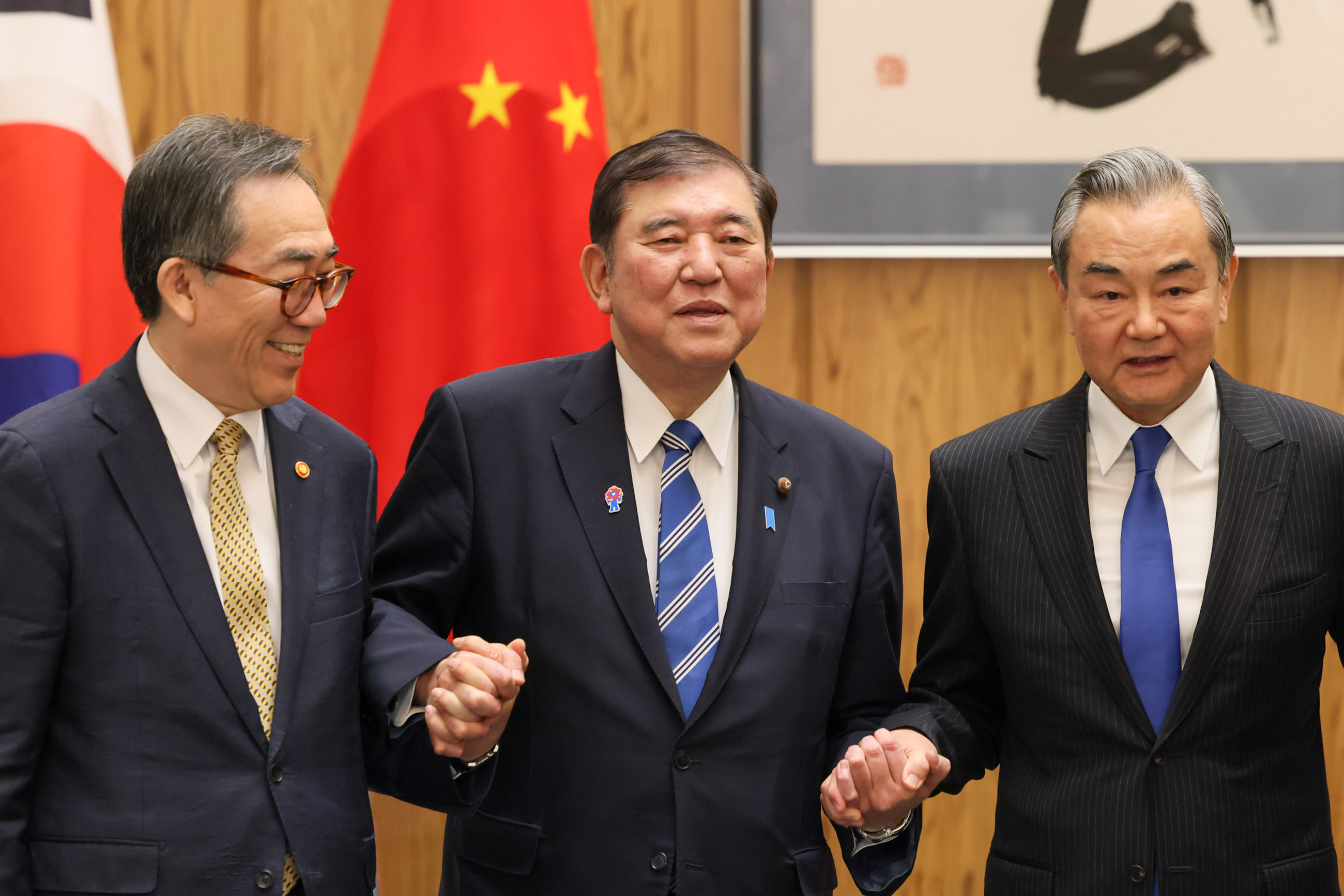
Ishiba alături de miniștrii de externe ai Coreei de Sud (stânga) și Chinei (dreapta) în martie 2025

În noiembrie 2024, Ishiba i-a cerut președintelui american Joe Biden să aprobe fuziunea dintre Nippon Steel și US Steel, însă acesta a blocat în cele din urmă acordul. Ca reacție la decizie, ministrul afacerilor externe, Takeshi Iwaya⁠(d), a efectuat o vizită în China în decembrie; întrevederea a fost interpretată ca un semn de îmbunătățire a relațiilor bilaterale. Ulterior, în ianuarie, Asociația parlamentară de prietenie Japonia–China, condusă de PLD, a efectuat o vizită oficială în China. Întâlnirea a reprezentat prima sesiune a Consiliului de schimburi interpartinice Japonia–China de la cea din octombrie 2018.
Tot în ianuarie 2025, guvernul condus de Ishiba a anunțat că Ministerul Afacerilor Externe va relaxa cerințele pentru obținerea vizei de către turiștii chinezi. Măsura a stârnit critici în interiorul Partidului Liberal Democrat. Poziția diplomatică a lui Ishiba față de China a fost în mod notabil criticată de Kōichi Hagiuda, care a solicitat explicații mai clare în privința modificărilor recente de politică.
Cu o zi înainte ca administrația Trump să anunțe tarifele vamale de tip „Ziua Eliberării”, guvernele Chinei și Coreei de Sud, în coordonare cu Japonia, au convenit să răspundă împreună la noile măsuri așteptate, cele trei țări angajându-se să consolideze comerțul liber. După demiterea lui Yoon Suk Yeol din funcția de președinte al Coreei de Sud, la 4 aprilie 2025, Ishiba a declarat că: „Indiferent de administrație, cooperarea dintre Japonia și Coreea de Sud este esențială nu doar pentru securitatea noastră, ci și pentru independența și pacea țării noastre, precum și pentru pacea și stabilitatea regională”.
Ca răspuns la tarifele vamale anunțate de cea de-a doua administrație Trump în Statele Unite, Ishiba a înființat un consiliu format din miniștri relevanți pentru a coordona un răspuns guvernamental de ansamblu. El a comparat situația tarifelor cu „o criză națională” și a făcut apel la celelalte partide politice pentru a prezenta un front comun. Liderul Partidului Democrat Constituțional, Yoshihiko Noda, l-a îndemnat pe Ishiba să negocieze direct cu Trump. În replică, Ishiba a afirmat că „Trump este un om căruia nu-i place să fie criticat” și că „nu știu cu cine să vorbesc ca să pot ajunge la el” — remarcă ce i-a atras critici din partea copreședintelui partidului Ishin, Seiji Maehara⁠(d). Ishiba a fost de asemenea criticat de PDC pentru modul în care a reacționat la tarife.
Ministrul finanțelor, Katsunobu Katō⁠(d), a declarat pe 4 aprilie că este „teoretic posibil” să fie impuse tarife de retorsiune, dar numai după „parcurgerea procedurilor de soluționare a litigiilor din cadrul Organizației Mondiale a Comerțului, pe cât posibil”. În aceeași zi, Ishiba a avut discuții cu partidele de opoziție pe tema tarifelor.

#### Ucraina, Gaza și alte chestiuni
În februarie 2025, Ishiba a declarat că guvernul va lua în considerare acordarea de îngrijiri medicale rezidenților bolnavi și răniți din Fâșia Gaza, în contextul războiului dintre Israel și Hamas, aflat în desfășurare din octombrie 2023. El a adăugat că ar putea fi oferite și oportunități educaționale pentru persoanele din Gaza.
Într-o manieră similară cu predecesorul său, Fumio Kishida, Ishiba a menținut sprijinul pentru Ucraina în contextul invaziei ruse care a început în 2022. În februarie 2025, ministrul apărării, Gen Nakatani, a anunțat că Forțele de autoapărare ale Japoniei vor furniza aproximativ 30 de vehicule de transport suplimentare armatei ucrainene. După un schimb tensionat de replici între președintele ucrainean Volodîmîr Zelenski și Donald Trump împreună cu vicepreședintele său JD Vance, în cadrul unei întâlniri transmise în direct de la Casa Albă pe 28 februarie 2025, Ishiba a declarat că reuniunea „a luat o turnură oarecum neașteptată și se pare că a avut loc un schimb de replici extrem de emoțional” și că Japonia va „face tot posibilul pentru a preveni diviziunile dintre Statele Unite și Ucraina”. Yoshihiko Noda, liderul Partidului Democrat Constituțional, l-a acuzat pe Ishiba că nu are un „mesaj clar” în legătură cu ruptura dintre Trump și Zelenski și că nu „a făcut suficient” după ce au început să apară diviziuni între SUA, Ucraina și Europa. În cadrul unei conferințe de presă la Ōita, Noda a afirmat că „prim-ministrul Ishiba nu a transmis un mesaj clar. Poziția Japoniei este neclară”. În martie 2025, Japonia și-a ajustat discursul oficial privind sprijinul pentru Ucraina, trecând de la termenul „consolidare” la „menținere” a sprijinului. Această modificare a fost realizată pentru a reduce diferențele dintre pozițiile Japoniei și ale Statelor Unite.
În februarie 2025, ministerele apărării din Japonia și Filipine au convenit asupra creării unui cadru de cooperare la nivel înalt, cu scopul de a extinde exporturile japoneze de echipamente și tehnologii militare.

### Scandal de corupție
La 13 martie 2025, cotidianul Asahi Shimbun a dezvăluit că mai mulți membri ai PLD aleși pentru prima dată în alegerile generale din 2024 au primit bonuri valorice din partea biroului lui Ishiba la începutul lunii martie. Biroul lui Ishiba a confirmat ulterior că acesta a distribuit bonuri în valoare de aproximativ 100.000 de yeni (676 USD) fiecăruia dintre aproximativ o duzină de parlamentari, prezentate drept „suveniruri” destinate achiziționării de costume noi. Ishiba a susținut că bonurile au fost plătite din fonduri personale și nu au avut un caracter politic, ci au fost menite să suplimenteze cheltuielile de trai. Potrivit Yomiuri Shimbun, majoritatea parlamentarilor au decis să returneze bonurile în loc să le folosească. Incidentul a avut loc în timp ce Dieta dezbătea transparența finanțării politice, în special donațiile provenite de la companii și organizații. Ishiba se întâlnise cu liderul Komeito, Tetsuo Saitō, cu o zi înainte, primind sprijinul acestuia; la începutul aceleiași săptămâni, senatorul PLD Shoji Nishida declarase public că Ishiba ar trebui înlocuit din funcția de președinte al partidului. Fostul rival intern din PLD, Takayuki Kobayashi, l-a criticat ieri pe Ishiba în legătură cu acest scandal, afirmând că opinia publică va avea dificultăți în a înțelege situația și că astfel de incidente nu ar mai trebui să se repete. Ishiba, ales ca președinte al PLD pe o platformă reformistă, a fost criticat pe scară largă de parlamentarii din opoziție. Liderul CDP, Yoshihiko Noda, a promis că va solicita anchete în Dietă privind incidentul. Guvernatorul prefecturii Osaka și copreședintele Partidului Inovației din Japonia, Hirofumi Yoshimura, a criticat acțiunile lui Ishiba. Legea privind controlul fondurilor politice interzice donațiile în numerar sau sub formă de titluri de valoare către politicieni individuali; în acest caz, bonurile valorice de 100.000 yeni ar putea fi considerate drept o „donație”.
Incidentul a avut loc cu patru luni înainte de alegerile pentru Camera Consilierilor din Japonia, programate pentru iulie 2025, în urma cărora coaliția PLD–Komeito și-a pierdut majoritatea. După alegeri, Ishiba a declarat că va rămâne în funcția de prim-ministru.

## Poziții politice

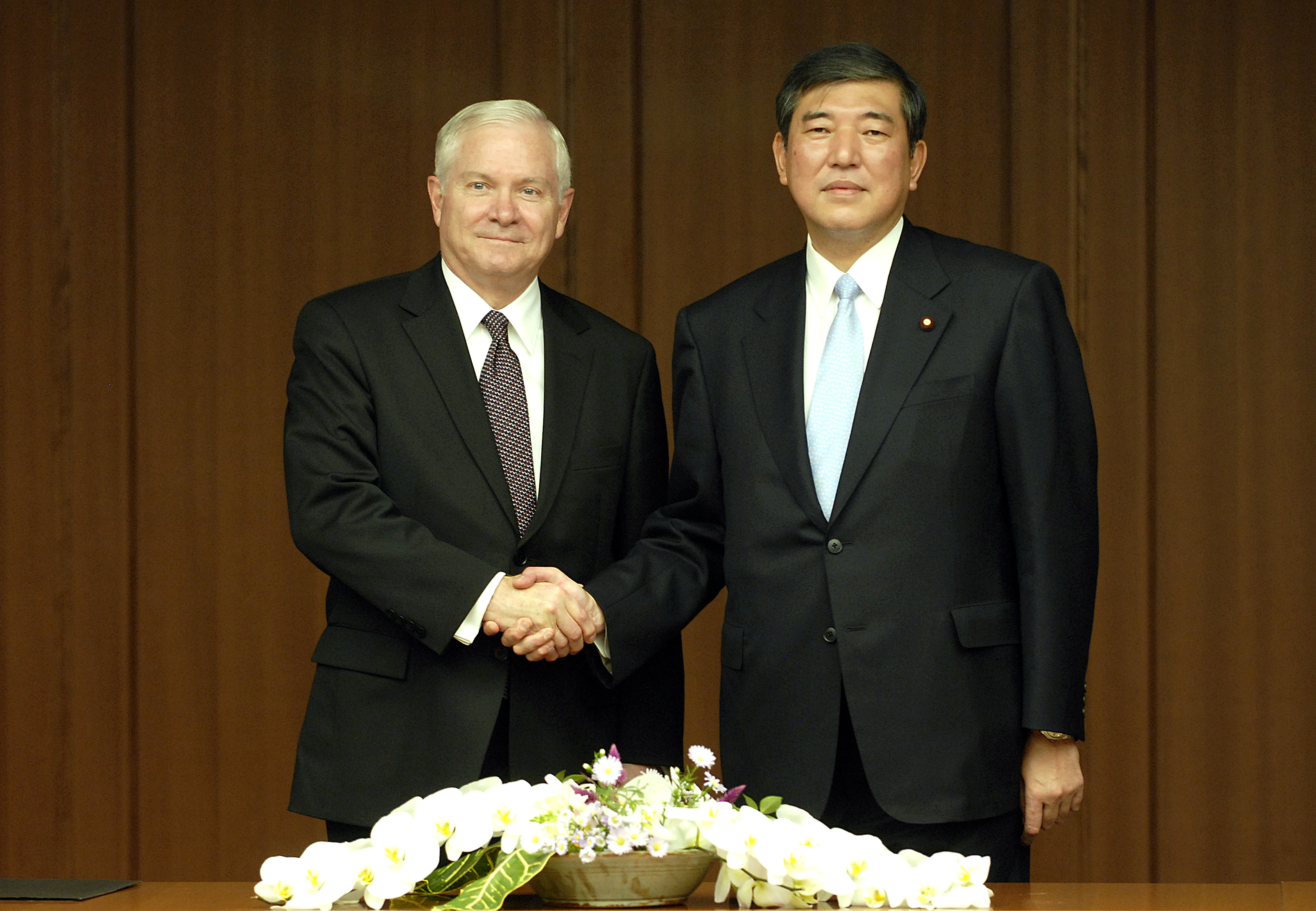
Ishiba și secretarul apărării al SUA,, în noiembrie 2007

Ishiba a fost descris drept centrist, conservator moderat și reformist, în special în timpul alegerilor pentru conducerea Partidului Liberal Democrat din 2024. Deși a fost menționat ca membru al organizației ultranaționaliste de extremă dreaptă Nippon Kaigi, el a fost criticat de comentatori naționaliști pentru „acte trădătoare” și pentru că ar fi „anti-japonez”, indicând că refuzul Japoniei de a-și asuma responsabilitatea pentru faptele sale din timpul războiului se află la originea „multor dintre problemele sale”.

### Viziuni sociale
Ishiba și-a exprimat sprijinul pentru introducerea unui sistem opțional de dublu nume de familie, care ar permite soților să-și păstreze fiecare numele propriu după căsătorie. El a afirmat că o astfel de modificare ar trebui să facă obiectul unor discuții suplimentare în cadrul PLD, în vederea atingerii unui consens. În volumul său Conservative Politician („Politician conservator”, 2024), și-a exprimat sprijinul pentru legalizarea căsătoriilor între persoane de același sex în Japonia, afirmând: „Din perspectiva garantării drepturilor fundamentale ale omului, atâta timp cât există cetățeni ale căror drepturi sunt obstrucționate, este necesar să fie adoptată o legislație cât mai curând posibil, fără a aștepta decizia Curții Supreme”. Totuși, după ce a devenit prim-ministru, Ishiba a declarat că va ține cont de hotărârile judecătorești relevante, întrucât Constituția Japoniei reglementează căsătoria. La 17 decembrie 2024, prim-ministrul Shigeru Ishiba a declarat în fața Dietei, referindu-se la căsătoriile între persoane de același sex: „Am întâlnit persoane implicate direct și pot vedea că a fi împreună este cel mai de preț lucru pentru ele. Deși nu există o ‘scară’ prin care să măsurăm fericirea națională, cred că împlinirea acestor dorințe profunde ar avea un impact pozitiv și benefic asupra bunăstării generale a Japoniei”.
Într-un discurs din 2004 adresat Forțelor de autoapărare ale Japoniei (SDF), Ishiba – aflat atunci în funcția de director general al Agenției de Apărare – a afirmat că SDF „au fost uneori ridiculizate drept ‘forțele autiste’. Autiste, în sensul copiilor autiști”. Remarca a fost aparent un joc de cuvinte, întrucât termenul folosit pentru „forțele autiste” (în japoneză 自閉隊, transliterat: Jihei-tai) este fonetic apropiat de cel pentru Forțele de Autoapărare (în japoneză 自衛隊, transliterat: Jiei-tai). Comentariul avea intenția de a critica slaba comunicare a SDF, care a dus la o înțelegere publică redusă a activităților acestora. Declarația sa a fost criticată drept inadecvată și lipsită de sensibilitate față de persoanele cu autism. Ishiba și-a cerut ulterior scuze pentru comparație, afirmând: „Citisem un articol care făcea o astfel de referire, dar (remarca mea) a fost într-adevăr nepotrivită” și a adăugat: „Este un fapt incontestabil că observațiile mele au rănit persoane implicate direct și îmi exprim sincere regrete. Va trebui să reflectez asupra celor întâmplate și să mă avertizez să nu mai repet un astfel de act”.

### Politica economică
În calitate de reprezentant al unui district rural din prefectura Tottori (cea mai slab populată dintre cele patruzeci și șapte de prefecturi) și fost „Ministru responsabil cu combaterea declinului demografic și revitalizarea economiei locale”, Ishiba a subliniat în mod constant necesitatea reducerii inegalității socioeconomice dintre centrele urbane ale Japoniei și regiunile rurale, cele din urmă confruntându-se cu scăderea populației, îmbătrânirea demografică și stagnarea economică. În noaptea alegerilor, Ishiba a cerut Partidului Liberal Democrat (PLD) să propună un buget suplimentar pentru exercițiul fiscal 2024, destinat finanțării unui pachet de stimulente economice pentru a ajuta zonele rurale să facă față costurilor în creștere.
Ishiba intenționează să mențină politicile economice adoptate sub mandatul premierului Kishida, pentru a scoate Japonia din anii de deflație. El a pledat pentru un sistem fiscal mai „echitabil” și urmărește majorarea unor impozite, precum cel pe câștigurile de capital. Consideră că economia poate progresa doar dacă crește consumul, și și-a exprimat angajamentul de a ridica salariul minim la 1.500 yeni pe oră până la sfârșitul deceniului.

### Politica externă
În timpul crizei nord-coreene din 2013, Ishiba a afirmat că Japonia are dreptul de a lansa un atac preventiv împotriva Coreei de Nord. Este un susținător vocal al democrației taiwaneze, însă, în același timp, a pledat pentru o diplomație consolidată și un angajament mai profund față de China, mai degrabă decât pentru antagonism.
În memoriile sale redactate în timpul invaziei ruse în Ucraina, Ishiba a susținut că echivalarea invaziei ruse cu un potențial atac chinez asupra Taiwanului reflectă mai mult reacții emoționale decât o evaluare pragmatică a amenințării chineze. El a criticat utilizarea de către Fumio Kishida a expresiei „Ucraina de azi poate fi Asia de Est de mâine”. În 2024, a declarat că motivul pentru care SUA nu au apărat Ucraina este acela că Ucraina nu face parte dintr-un sistem colectiv de apărare precum NATO. Ishiba a afirmat că războiul a transformat mediul global de securitate, iar în absența unui astfel de sistem de apărare colectivă în Asia, războaiele sunt mai probabile în regiune, întrucât nu există obligația apărării reciproce. A susținut, astfel, necesitatea unei alianțe asiatice de securitate colectivă pentru a descuraja China.

#### „NATO asiatică” și alianța Japonia–SUA
În septembrie 2024, Ishiba a susținut că „declinul relativ al puterii americane” impune crearea unei versiuni asiatice a NATO pentru a contracara amenințările de securitate din partea Chinei, Rusiei și Coreei de Nord. Având alianța Japonia–SUA ca pilon central, Ishiba a propus întărirea relațiilor de alianță cu Australia, Canada, Filipine, India, Franța, Regatul Unit și Coreea de Sud pentru formarea acestei „NATO asiatice”. A declarat că unul dintre obiectivele principale ale politicii este protejarea Japoniei și a subliniat că „mediul de securitate care ne înconjoară este cel mai dificil de la sfârșitul celui de-al Doilea Război Mondial”. Propunerea a fost rapid respinsă de Daniel Kritenbrink, adjunctul secretarului de stat american pentru afaceri din Asia de Est și Pacific. Ministrul indian al afacerilor externe, Subrahmanyam Jaishankar, de asemenea, nu a fost de acord cu ideea lui Ishiba, considerând că aceasta nu se aliniază obiectivelor strategice ale Indiei. Ca răspuns la comentariile lui Ishiba privind o NATO asiatică, purtătorul de cuvânt al Ministerului chinez de Externe, Lin Jian⁠(d), a afirmat: „China speră ca Japonia să învețe din istorie, să urmeze o cale de dezvoltare pașnică, să respecte principiile și înțelegerile comune stabilite în cele patru documente politice bilaterale, să aibă o percepție obiectivă și corectă despre China, să adopte o politică rațională și activă și să coopereze cu China pentru promovarea unei relații strategice reciproc avantajoase și stabile între cele două țări”. Publicația The Jakarta Post a criticat ideea, susținând că aceasta vizează „unificarea tuturor forțelor disponibile împotriva Chinei, ceea ce ar fi perceput ca foarte ofensator de către cei zece membri ai ASEAN”. În timpul primei sale vizite în Laos ca prim-ministru, Ishiba nu a menționat deloc ideea NATO asiatică în fața jurnaliștilor. La 11 martie 2025, ministrul sloven de externe, Tanja Fajon⁠(d), a declarat, în timpul unei vizite la Manila, că ideea unei NATO asiatice este o cale viabilă „dacă oferă securitate pe cale pașnică”, adăugând că „orice inițiativă care promovează securitatea, pacea și solidaritatea între țările din regiune este un pas în direcția cea bună”.
În timpul campaniei sale, Ishiba a afirmat că alianța Japonia–SUA, pe care a descris-o drept asimetrică, trebuie reechilibrată și a cerut un control mai mare din partea Japoniei asupra bazelor militare americane aflate pe teritoriul său. A propus ca Japonia să adopte modelul Relației Speciale dintre SUA, Regatul Unit și Franța, pentru a construi o alianță între Japonia și SUA în calitate de parteneri egali. Pentru a deveni un partener egal, Ishiba consideră că Japonia trebuie să își elaboreze propria strategie militară și să dețină un „sistem de securitate capabil să-și apere propria națiune de una singură”. A sugerat, de asemenea, posibilitatea desfășurării Forțelor de autoapărare Japoneze în Guam pentru a întări capacitățile de descurajare ale alianței Japonia–SUA.
La prima convorbire telefonică în calitate de prim-ministru cu președintele Joe Biden, Ishiba a afirmat că dorește consolidarea în continuare a alianței Japonia–SUA. Totuși, nu a menționat dorința sa de a modifica acordul bilateral privind forțele armate, necesar pentru simetrizarea relației. A adăugat că va căuta o oportunitate viitoare pentru a ridica această chestiune în discuțiile cu Biden.

#### Conștiința istorică și sanctuarul Yasukuni
După victoria sa în alegerile prezidențiale din 2024 din cadrul PLD, unele publicații sud-coreene l-au descris pe Ishiba drept o figură „pacifistă” în ceea ce privește percepția sa asupra responsabilității Japoniei în cel de-al Doilea Război Mondial. De exemplu, în 2019, când Coreea de Sud a decis să denunțe Acordul general privind schimbul de informații militare (GSOMIA) în contextul disputei comerciale Japonia–Coreea de Sud, Ishiba a afirmat că rădăcina multora dintre problemele dintre Japonia și Coreea de Sud este eșecul Japoniei de a-și asuma responsabilitatea pentru faptele sale din timpul războiului. Totuși, în octombrie 2024, Ishiba a trimis o ofrandă ritualică la sanctuarul Yasukuni, gest care a atras critici din partea Coreei de Sud.
Ishiba a criticat Japonia și guvernul său din timpul celui de-al Doilea Război Mondial, afirmând că „Guvernul a ajuns la concluzia că Japonia era sortită să piardă războiul, și totuși a ales să-l poarte. Trebuie să fie tras la răspundere pentru asta” și, în mod similar, că „Nu înțeleg de ce acțiunile lor, care au condus la înfrângerea țării, fără să răspundă clar întrebărilor împăratului Shōwa și fără să informeze poporul cu privire la adevăr, sunt lăsate necontestate sub deviza «toți suntem eroi odată ce murim»”. Referitor la Procesele de la Tokyo, a declarat că, indiferent de problema aplicării retroactive a legii, Japonia este ceea ce este tocmai pentru că „a acceptat aceste procese”. A mai afirmat că Procesele de la Tokyo nu au condamnat în mod global tot ceea ce a existat înainte de război în Japonia și că cei care susțin că aceste procese au fost invalide din cauza aplicării retroactive a legii implică, în mod eronat, că nu a existat nicio greșeală în Japonia prebelică. El a susținut că perioada de dinainte de război a cuprins atât elemente greșite, cât și corecte.
În ceea ce privește Masacrul de la Nanjing, Ishiba a afirmat: „Cel puțin, modul în care au fost tratați prizonierii de război a fost incorect, iar disciplina militară a fost încălcată. Trebuie de asemenea să analizăm pierderile civile care au avut loc”. S-a abținut totuși să folosească termenul de „masacru” pentru a-l descrie. În privința „femeilor de reconfortare”, a afirmat că a existat „coerciție în sensul restrâns al termenului”, precizând că se referă la răpiri forțate organizate de guvern și de armată.

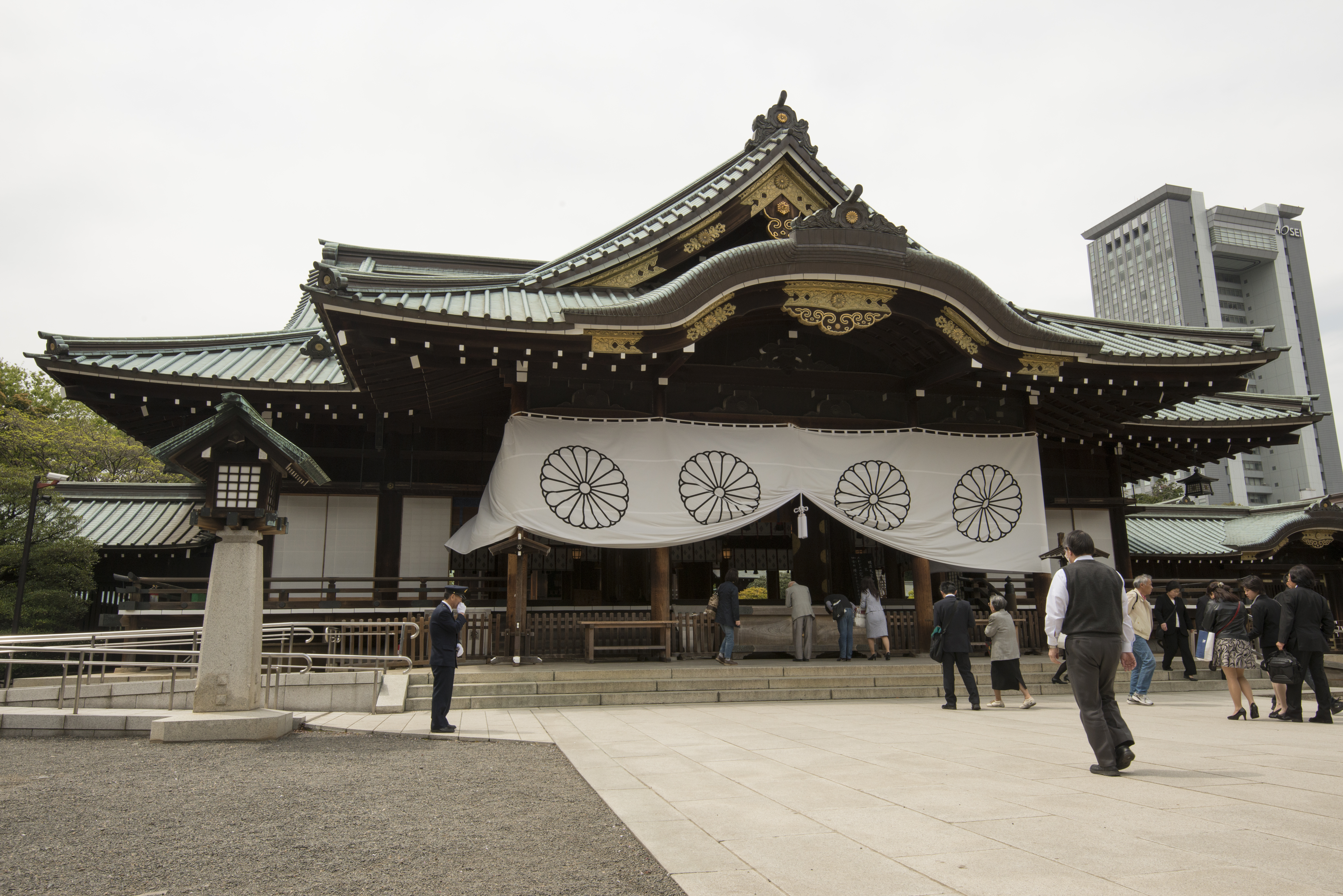
Sanctuarul Yasukuni din Tokyo

Referitor la vizitele la sanctuarul Yasukuni – care onorează morții de război japonezi, inclusiv criminali de război condamnați – efectuate de oficiali guvernamentali, precum și la declarațiile care resping crimele de război comise de Japonia în timpul celui de-al Doilea Război Mondial, Ishiba a pus în discuție dacă acestea servesc interesului național, invocând incidente în care țări precum Coreea de Sud s-au declarat ofensate de refuzul Japoniei de a-și asuma responsabilitatea pentru război și pentru colonizarea Coreei. În ceea ce privește în mod specific sanctuarul Yasukuni, el a susținut că nu există nicio necesitate ca politicienii activi să îl viziteze, menționând că este responsabilitatea împăratului să aducă omagiu celor căzuți. A afirmat că este deosebit de inadecvat ca un prim-ministru să viziteze sanctuarul Yasukuni, având în vedere sensibilitățile Chinei și Coreei de Sud. A criticat astfel de vizite ca fiind neesențiale în crearea unui climat favorabil adoptării legilor. Ishiba nu a vizitat sanctuarul de când a obținut primul său post ministerial în 2002. În schimb, vizitează anual sfintele sanctuare Gokoku din prefectura sa, la data de 15 august. De asemenea, susține separarea criminalilor de război de Clasa A din rândul celor onorați în cadrul sanctuarului. A apărat Declarația Murayama, comentând – după ce Sanae Takaichi a declarat în 2013 că se simte inconfortabil cu această declarație – că și-ar dori ca partidul să „se abțină de la declarații care induc în eroare”.

### Afaceri militare
Ishiba este cunoscut ca gunji otaku (entuziast al chestiunilor militare) și manifestă un interes deosebit pentru domeniul militar. Este recunoscut pentru competența sa extinsă în privința sistemelor de armament, a aspectelor juridice legate de apărare, dar și pentru pasiunea sa de a construi și picta machete de avioane și nave. Ishiba a afirmat în repetate rânduri că Japonia are nevoie de o forță echivalentă cu United States Marine Corps pentru a putea apăra numeroasele sale insule de mici dimensiuni. A susținut această idee atât în 2010, când era șeful politic al PLD aflat în opoziție, cât și în martie 2013, în calitate de secretar general al partidului, după revenirea acestuia la guvernare.

#### Arme nucleare
În 2011, Ishiba a sprijinit ideea ca Japonia să mențină capacitatea de a construi arme nucleare. A declarat: „Nu cred că Japonia trebuie să dețină arme nucleare, dar este important să ne păstrăm reactoarele comerciale, deoarece acestea ne-ar permite să producem un focos nuclear într-un interval scurt de timp... Este o formă tacită de descurajare nucleară”. În 2017, Ishiba a reiterat: „Japonia ar trebui să dispună de tehnologia necesară pentru a construi o armă nucleară, dacă ar dori acest lucru”. În 2024, Ishiba a afirmat că regiunea ar trebui să ia în considerare introducerea armelor nucleare dacă își dorește o versiune asiatică a NATO.

## Viață personală
Ishiba și-a cunoscut soția, Yoshiko Nakamura, în timpul studenției la Universitatea Keiō. Cei doi s-au căsătorit în 1983 și au împreună două fiice. Ishiba este creștin, mai exact protestant. A fost botezat la vârsta de 18 ani în Biserica Unită a lui Hristos din Japonia, parohia Tottori. În ultimii ani, a participat la Mic-dejunul Național de Rugăciune organizat de CBMC-ul evanghelic. Totodată, vizitează mormintele budiste ale strămoșilor săi și se roagă la un altar șintoist.
Ishiba este cunoscut drept un otaku, cu un interes ridicat pentru domeniul militar, vehicule și trenuri, deținând o colecție vastă de machete din plastic cu tematică militară, unele expuse în biroul său din Dietă. The Guardian l-a descris în 2024 drept un „idealist studios”. Este fan al grupului de idoli Candies din anii 1970, călătorește uneori cu trenurile de noapte către prefectura Tottori, fiind pasionat de căile ferate, și îi consideră pe romancierii Sōseki Natsume și Mori Ōgai printre autorii săi favoriți. Ishiba este cunoscut și ca un cititor avid, citind aproximativ trei cărți pe zi și declarând că „preferă lectura în locul socializării cu colegii de partid”. De asemenea, este conducătorul unei „societăți ramen” intrapartinice, creată pentru promovarea acestui preparat.
Pe 1 martie 2025, Ishiba a devenit primul prim-ministru japonez care a participat la show-ul de modă Tokyo Girls Collection, cu scopul de a promova imaginea unei Japonii „drăguțe, dinamice și cool”, purtând blugi și pantofi sport. Evenimentul a servit și ca promovare a Expoziției Mondiale de la Osaka din 2025, programată pentru luna aprilie.
Deși fac parte din partide opuse, Ishiba este prieten personal cu liderul Partidului Democrat Constituțional, Yoshihiko Noda, aflat la conducerea opoziției din 2024. Are, de asemenea, o relație apropiată cu Seiji Maehara⁠(d), copreședinte al partidului Ishin, cei doi împărtășind pasiunea pentru trenuri și călătorind uneori împreună.
Ishiba a atras atenția publicului când a permis expunerea unui vehicul al Forțelor de autoapărare Japoneze la Shizuoka Hobby Show, un târg comercial de machete din plastic și modele radio-controlate. În timpul vizitei fostului ambasador al Statelor Unite în Japonia, Howard Baker⁠(d), în 2002, Ishiba i-a oferit acestuia o machetă din plastic a avionului Lockheed P-3 Orion⁠(d), în cadrul întâlnirii lor de la biroul său. Cu ocazia vizitei ministrului rus al apărării în Japonia, Ishiba a fost menționat în presă ca stând treaz toată noaptea pentru a asambla o machetă a portavionului Admiral Kuznețov.
Este cunoscut, de asemenea, ca un fumător înrăit.

## Organizații și ligi parlamentare
- Liga Parlamentară Nippon Kaigi[124] (grup de lobby de extremă dreaptă)
- Conferința parlamentarilor Dietei din cadrul Shinseiren (în japoneză 神道政治連盟国会議員懇談会)[171]
- Ligă parlamentară transpartinică pentru analiza diplomației în domeniul drepturilor omului (în japoneză 人権外交を超党派で考える議員連盟)[172]